# Château de Noailly
Le château de Noailly est un château situé à Magnet, en France.

## Localisation
Le château est situé sur la commune de Magnet, dans le sud-est du département de l'Allier, en région Auvergne-Rhône-Alpes, à quelques kilomètres à l'est de Saint-Germain-des-Fossés.

## Historique
L'édifice est inscrit au titre des monuments historiques en 1933. Il est aujourd'hui partiellement en ruine.